# Inuit du Nord
 (août 2020).
Si vous disposez d'ouvrages ou d'articles de référence ou si vous connaissez des sites web de qualité traitant du thème abordé ici, merci de compléter l'article en donnant les références utiles à sa vérifiabilité et en les liant à la section « Notes et références ».
L'inuit du Nord (ou Northern Inuit) est une race de chiens apparue à la fin des années 1980, en Angleterre. Cette race a été créée afin d'obtenir un animal de compagnie ressemblant à un loup.
La race n'est pas encore reconnue par la FCI ni par le Kennel Club.

## Histoire
Si l'on en croit la légende, les Inuits d'Amérique du Nord et du Canada auraient croisé des chiens avec des loups en vue d'obtenir un animal de compagnie capable de travailler de longues heures durant.
Plusieurs de ces chiens d'origine indéterminée furent importés en Grande-Bretagne au début des années 1980.
Ils furent croisés avec des huskies sibériens et des malamutes ainsi qu'avec des bergers allemands. Les chiens ayant servi à ces croisements furent sélectionnés non seulement sur des critères physiques mais également sur leur tempérament, le but étant d'obtenir un animal domestique, gentil et amical, qui saurait s'intégrer à la vie de la famille.
Depuis la création de la race, les inuits du Nord ne sont croisés qu'entre chiens de la même race, sans aucun autre mélange.
Jusqu'en 2014, on ne trouvait des élevages d'inuits du Nord qu'au Royaume-Uni et en Irlande, mais il en existe à présent en Afrique du Sud, en Suisse et aux États-Unis.
Les inuits du Nord ne sont pas encore reconnus par le Kennel Club ni par la FCI.

### Standard
De corpulence moyenne, athlétique. Ossature ovale ni trop lourde ni trop légère. 

#### Tête
Tête moyennement large, crâne légèrement bombé.
Museau de même longueur que le crâne, allongé, droit et légèrement effilé.
Joues plates.

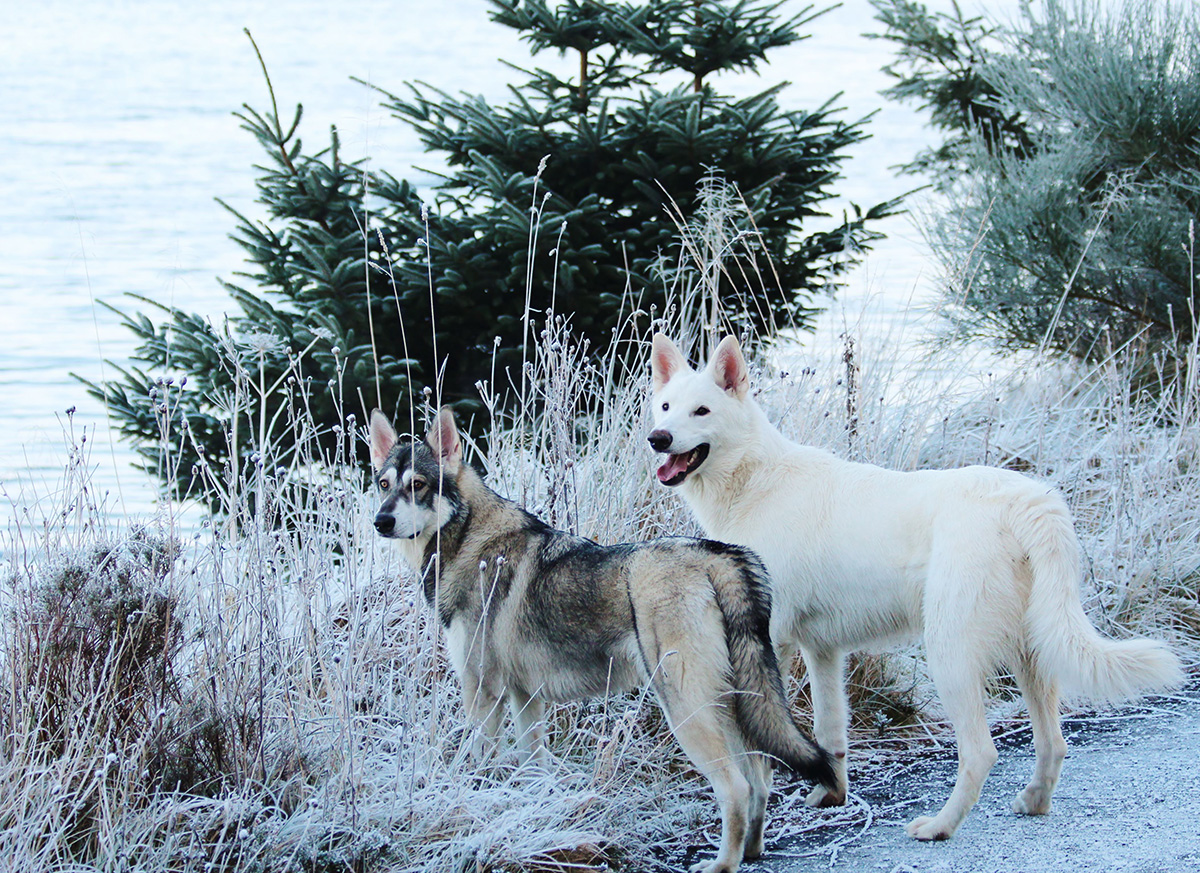
Femelle et mâle inuits du Nord

Truffe de préférence noire (dépigmentation en hiver acceptée). Narines larges. Stop léger.
Lèvres noires et bien collées. Incisives articulées en ciseaux.

#### Oreilles
Oreilles éloignées mais pas trop basses, portées dressées. 

#### Yeux
De forme ovale, légèrement en amande. Toutes les couleurs sont acceptées.

#### Cou
Fort et musclé avec une nuque bien définie.

#### Membres
Épaules plates. Avant-bras modérément inclinés, omoplates bien disposées vers l'arrière.
Coudes rapprochés du poitrail. Ce dernier ne doit pas être trop large (environ 7 cm d'écart entre les pattes antérieures) ni en dessous du coude. La distance du sol au coude est légèrement supérieure à celle du coude au garrot.
Pâturons droits mais flexibles.
Pieds de forme ovale, les orteils ouverts avec de bonnes jointures. 

#### Avant-train
Les côtes sont longues, bien recourbées depuis la colonne vertébrale, mais s’aplatissant sur le côté pour permettre aux coudes de bouger librement.
Reins courts et profonds, sans arêtes exagérées.
Croupe large et assez courte, mais pas raide.
La queue est une continuation logique de la croupe et ne doit pas dépasser la pointe du jarret. Attachée haut, au repos droite et pendante, en action, portée haute, en faucille.

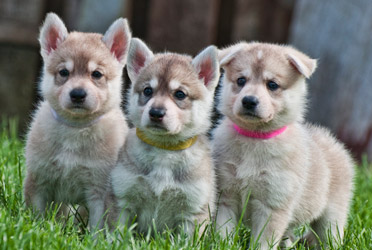
Chiots inuits du Nord

#### Arrière-train
Bien angulé avec des cuisses larges et musclées, révélant une grande puissance de propulsion. Les jarrets sont courts et perpendiculaires au sol. 

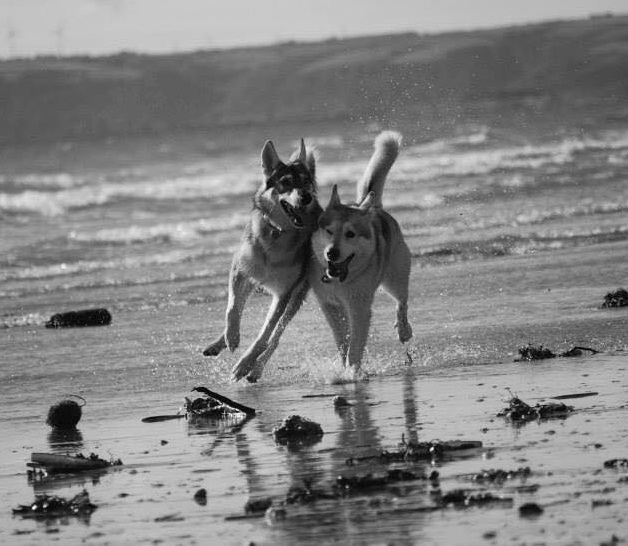
Inuits du Nord en plein jeu

#### Pelage
Dense, avec sous-poil. Texture légèrement rêche. 3 à 5 cm d'épaisseur.
Plus long au niveau du collier et de la culotte. Queue touffue.

#### Taille
Femelles : de 58 cm à 71 cm
Mâles : de 64 cm à 76 cm
Proportions globales plus importantes que la taille.

#### Poids
Femelles : de 25 kg à 38 kg
Mâles : de 36 kg à 50 kg 

#### Couleur
Entièrement blanc ou noir, ou différentes nuances de sable, d'abricot et de gris.
Avec ou sans masque. Face blanche permise sur toute couleur.

### Caractère et santé
Les inuits du Nord sont des chiens intelligents et très têtus, ce qui les rend plus difficiles à dresser que d'autres races. Il est conseillé de baser leur éducation sur la récompense.
Ils sont gentils avec les enfants, mais sont turbulents tant qu'ils sont jeunes et ne peuvent donc pas être laissés seuls avec eux. Ils sont très fidèles et tissent un lien étroit avec leur propriétaire et sa famille, recréant l'esprit d'une meute. L'inuit du Nord est un chien non agressif qui cherche à éviter le conflit.
Comme tous les grands chiens, ils peuvent être atteints de dysplasie de la hanche ou de l'épaule.
Du fait de leur tempérament de chien de meute, ils peuvent souffrir d'anxiété de séparation s'ils sont laissés seuls trop longtemps et donc se montrer très destructeurs. Il semblerait que l'éducation dès le plus jeune âge ou la compagnie d'un autre chien puissent aider à modifier ce trait de caractère.

### Exercice
Contrairement à d'autres chiens nordiques, ils n'ont pas besoin de faire beaucoup d'exercice. Deux promenades par jour peuvent leur suffire. Pour autant, ils sont assez endurants pour accompagner leurs maîtres lors de randonnées.
L'inuit du Nord peut participer à des concours d'agility, à des canicross ou faire du scootering (en). Certains inuits du Nord sont inscrits en tant que chiens de thérapie.

### Régime alimentaire
Les inuits du Nord peuvent avoir l'estomac fragile. Il est recommandé de leur donner des croquettes de qualité riches en protéines ou de suivre le régime BARF.

### Entretien
2 mues par an qui peuvent durer 3 semaines ou plus.

### Inuits du Nord célèbres
En 2011, ce sont des inuits du Nord qui ont été choisis pour incarner les sombres-loups (ou loup sinistre) dans la saison 1 de la série HBO Game of Thrones, basée sur la série de romans Le Trône de fer de George R. R. Martin.